# Anke Engelke
Anke Engelke (født 21. december 1965 i Montreal, Quebec, Canada), er en tysk komiker, tv-vært og skuespiller. Hun var vært ved Eurovision Song Contest 2011.